# Літня Універсіада 1961
Літня Універсіада 1961 — ІІ літня Універсіада, яка проходила у Софії (Болгарія) з 25 серпня по 3 вересня 1961 року. Проводилася на мультиспортивному стадіоні Васил Левський.В універсіаді брали участь 1270 учасників (899 чоловіків і 371 жінка)

## Види спорту на літній Універсіаді 1961
В ході Універсіади проводилися змагання з 9 видів спорту.

## Медальний залік
| Місце  | Країна          | Золото | Срібло | Бронза | Загалом |
| ------ | --------------- | ------ | ------ | ------ | ------- |
| 1      | СРСР            | 21     | 23     | 7      | 51      |
| 2      | Японія          | 9      | 5      | 4      | 18      |
| 3      | Угорщина        | 8      | 2      | 8      | 18      |
| 4      | Румунія         | 6      | 6      | 9      | 21      |
| 5      | Югославія       | 4      | 2      | 0      | 6       |
| 6      | Чехословаччина  | 3      | 6      | 8      | 17      |
| 7      | ФРН             | 3      | 4      | 12     | 19      |
| 8      | Польща          | 3      | 4      | 4      | 11      |
| 9      | Італія          | 3      | 0      | 2      | 5       |
| 10     | Болгарія        | 2      | 5      | 7      | 14      |
| 11     | Велика Британія | 2      | 5      | 4      | 11      |
| 12     | ПАР             | 1      | 1      | 0      | 2       |
| 12     | Швеція          | 1      | 1      | 0      | 2       |
| 14     | Ірландія        | 1      | 0      | 1      | 2       |
| 15     | Куба            | 1      | 0      | 0      | 1       |
| 16     | Австрія         | 0      | 2      | 1      | 3       |
| 17     | Швейцарія       | 0      | 2      | 0      | 2       |
| 18     | Бельгія         | 0      | 1      | 0      | 1       |
| Всього | Всього          | 68     | 69     | 67     | 204     |